# Ivarsgaddarna
Ivarsgaddarna är skär i Åland (Finland). De ligger i Skärgårdshavet och i kommunen Kökar i landskapet Åland, i den sydvästra delen av landet. Öarna ligger omkring 81 kilometer öster om Mariehamn och omkring 210 kilometer väster om Helsingfors. Ivarsgaddarna ligger 4 meter över havet.
Arean för den av öarna koordinaterna pekar på är 1,2 hektar och dess största längd är 300 meter i nord-sydlig riktning. Trakten är glest befolkad. Det finns inga samhällen i närheten.